# 164-я (аргентинская) эскадрилья (Великобритания)
164-я (аргентинская) эскадрилья (Великобритания) (исп. Escuadrón anglo-argentino 164, англ. No. 164 Squadron RAF) — истребительная эскадрилья ВВС Великобритании, состоявшая из аргентинских добровольцев, воевавшая во время Второй мировой войны против войск стран Оси на Западном фронте в 1942—1945 годах.

## История
164-я эскадрилья впервые была сформирована 1 июня 1918 года, однако, так и не получив самолётов, расформирована  4 июля того же года 1918. Вновь сформирована 6 апреля 1942 года в Питерхеде, Абердиншир и уже к началу мая была готовой к боевым действиям.
С началом Второй мировой войны около 600 аргентинских добровольцев, главным образом англо-аргентинского происхождения, присоединились к британским и канадским ВВС. Знаком отличия подразделения был британский лев перед восходящим солнцем (Майское солнце), представляющим Аргентину.
В январе 1943 года подразделение для подготовки личного состава было направлено в Южный Уэльс. На вооружение эскадрильи поступили самолёты Hawker Hurricane. Боевые операции начались в июне 1943 года. С мая 1944 года командиром был назначен майор Персиваль Бик.
В 1944 году подразделение участвовало в операции по высадке союзников в Нормандии. В дальнейшем, в составе 21-й армейской группы участвовало в боях на севере Франции и в Бельгии.
31 августа 1946 года подразделение было переименовано в 63-ю эскадрилью ВВС Великобритании.

## Самолёты эскадрильи
| Начало периода | Конец периода | Тип самолёта                 |
| -------------- | ------------- | ---------------------------- |
| Апрель 1942    | Сентябрь 1942 | Supermarine Spitfire VA      |
| Сентябрь 1942  | Февраль 1943  | Supermarine Spitfire VB      |
| Февраль 1943   | Май 1943      | Hawker Hurricane IID         |
| Февраль 1943   | Февраль 1944  | Hawker Hurricane IV          |
| Январь 1944    | Май 1945      | Hawker Typhoon IB            |
| Июнь 1945      | Июль 1946     | Supermarine Spitfire IX      |
| Июль 1946      | Август 1946   | Supermarine Spitfire LF XVIE |